# BMW M40
| M40                            | M40                                           |
| ------------------------------ | --------------------------------------------- |
|                                |                                               |
| Виробник:                      | BMW                                           |
| Марка:                         | M40                                           |
| Тип:                           | L4                                            |
| Робочий об'єм:                 | 1.6 л (1,596 куб.см) 1.8 л (1,796 куб.см) см3 |
| Максимальна потужність:        | 98–114 к.с. к.с. (73– 85 кВт кВт )            |
| Максимальний обертовий момент: | 141–165 Н⋅м Н·м                               |
| Конфігурація:                  | L                                             |
| Циліндрів:                     | 4                                             |
| Клапанів:                      | 8                                             |
| Хід поршня:                    | 72 мм (2.83 дюйма) 81 мм (3,19 дюйма) мм      |
| Діаметр циліндра:              | 84 мм (3.31 дюйма) мм                         |
| Система живлення:              | Пряме впорскування                            |
| Охолодження:                   | рідинне охолодження                           |
| Газорозподільний механізм:     | SOHC                                          |
| Матеріал блоку циліндрів:      | Чавун                                         |
| Матеріал ГБЦ:                  | Алюміній                                      |
| Тактність (число тактів):      | 4                                             |
| Рекомендоване паливо:          | Бензин                                        |

BMW M40 — рядний чотирициліндровий бензиновий двигун SOHC, який випускався з 1987 по 1994 рік. Служив базовою моделлю чотирициліндрового двигуна BMW і випускався разом з чотирициліндровим двигуном BMW M42 DOHC з більшою продуктивністю з 1989 року.
У порівнянні зі своїм попередником M10, M40 використовує розподільний вал з ремінним приводом і гідравлічні штовхачі. Як і M10, M40 використовує залізний блок і алюмінієву головку. Уприскування палива для версій E30 — Bosch Motronic 1.3, а версії E36 використовують Bosch Motronic 1.7.
Після представлення двигуна BMW M43 у 1991 році, M40 почав поступово виходити з виробництва.

## Версії
| Версія             | Об‘єм                   | Потужність                        | Крутний момент                        | Рік      |
| ------------------ | ----------------------- | --------------------------------- | ------------------------------------- | -------- |
| M40B16- Версія E30 | 1 596 см3 (97,4 дюйм3)  | 73 кВт (98 к. с.) при 5500 об/хв  | 141 Н⋅м (104 фунт⋅фут) при 4250 об/хв | 1987 рік |
| M40B16- Версія E36 | 1 596 см3 (97,4 дюйм3)  | 75 кВт (101 к. с.) при 5500 об/хв | 143 Н⋅м (105 фунт⋅фут) при 4250 об/хв | 1991 рік |
| M40B18- Версія E30 | 1 796 см3 (109,6 дюйм3) | 83 кВт (111 к. с.) при 5500 об/хв | 162 Н⋅м (119 фунт⋅фут) при 4250 об/хв | 1987 рік |
| M40B18- Версія E36 | 1 796 см3 (109,6 дюйм3) | 85 кВт (114 к. с.) при 5500 об/хв | 165 Н⋅м (122 фунт⋅фут) при 4250 об/хв | 1991 рік |

## M40B16
M40B16 має об‘єм 1 596 см3 (97,4 дюйм3), діаметр циліндра 84 мм (3,3 дюйм) і хід поршня 72 мм (2,8 дюйм). Виробляє 73 кВт (98 к. с.) і 142 Н⋅м (105 фунт⋅фут).
Застосування:
- 1988–1994 E30 316i
- 1990–1994 E36 316i
- 1992–1993 Bertone Freeclimber 2

## M40B18
M40B18 версія об‘ємом 1 796 см3 (109,6 дюйм3), яка має діаметр циліндра 84 мм (3,3 дюйм) і хід 81 мм (3,2 дюйм).
Застосування:
- 1987–1994 E30 318i.
- 1992–1993 E36 318i
- 1987–1992 E34 518i

## Дивись також
- Список двигунів BMW